# Atractus trihedrurus
Atractus trihedrurus — вид змій родини полозових (Colubridae). Ендемік Бразилії.

## Поширення і екологія
Atractus trihedrurus мешкають в прибережних районах на південному сході Бразилії, від північної Санта-Катарини до Сан-Паулу. Вони живуть у вологих атлантичних лісах, на висоті від 500 до 1400 м над рівнем моря. Ведуть наземний, риючий спосіб життя, живляться дощовими черв'яками.